# Sri-lankische Cricket-Nationalmannschaft in Südafrika in der Saison 2020/21
Die Tour der sri-lankischen Cricket-Nationalmannschaft nach Südafrika in der Saison 2020/21 fand vom 26. Dezember 2020 bis zum 5. Januar 2021 statt. Die internationale Cricket-Tour war Bestandteil der Internationalen Cricket-Saison 2020/21 und umfasste zwei Tests, die Teil der ICC World Test Championship 2019–2021 waren. Südafrika konnte die Serie mit 2–0 gewinnen.

## Vorgeschichte
Südafrika spielte zuvor eine Tour gegen England, für Sri Lanka war es die erste Tour der Saison. Das letzte Aufeinandertreffen der beiden Mannschaften bei einer Tour fand in der Saison 2018/29 in Südafrika statt.
Nachdem die Tour gegen England in Südafrika, in Folge von positiven SARS-CoV-2-Tests in beiden Lagern, verkürzt werden musste, evaluierte der sri-lankische Verband ob die Tour abgesagt oder in Sri Lanka selbst ausgetragen werden solle. Am 10. Dezember 2020 wurde bekanntgegeben, dass die Tour dennoch wie geplant stattfinden würde.

## Kaderlisten
Südafrika benannte seinen Kader am 11. Dezember.
Sri Lanka benannte seinen Kader am 17. Dezember 2020.
Am 11. Dezember 2020 gab der südafrikanische Verband bekannt, dass Quinton de Kock als vorübergehender Test-Kapitän der südafrikanischen Mannschaft agieren wird.
| Test | Test |
| Südafrika | Sri Lanka |
| --- | --- |
| - Quinton de Kock (K, wk) - Temba Bavuma - Aiden Markram - Faf du Plessis - Sarel Erwee - Beuran Hendricks - Dean Elgar - Keshav Maharaj - Wiaan Mulder - Lungi Ngidi - Anrich Nortje - Keegan Petersen - Dwaine Pretorius - Migael Pretorius - Kagiso Rabada - Lutho Sipamla - Glenton Stuurman - Rassie van der Dussen - Raynard van Tonder - Kyle Verreynne | - Dimuth Karunaratne (K) - Minod Bhanuka - Dushmantha Chameera - Dinesh Chandimal - Dhananjaya de Silva - Niroshan Dickwella (wk) - Lasith Embuldeniya - Asitha Fernando - Oshada Fernando - Vishwa Fernando - Santhush Gunathilake - Wanindu Hasaranga - Lahiru Kumara - Suranga Lakmal - Dilshan Madushanka - Angelo Mathews - Kusal Mendis - Dilruwan Perera - Kusal Perera (wk) - Kasun Rajitha - Dasun Shanaka - Lahiru Thirimanne |

## Stadien
Die folgenden Stadien wurden für die Tour vorgesehen.
| Stadion           | Stadt        | Kapazität | Spiele  |
| ----------------- | ------------ | --------- | ------- |
| Centurion Park    | Centurion    | 22.000    | 1. Test |
| Wanderers Stadium | Johannesburg | 34.000    | 2. Test |

## Tests

### Erster Test in Centurion
| 26. – 30. Dezember Scorecard | Centurion | Sri Lanka 396 (96) & 180 (46.1)                | – | Südafrika 621 (142.1) |
|                              |           | Südafrika gewinn mit einem Innings und 45 Runs |   |                       |

Sri Lanka gewann den Münzwurf und entschied sich als Schlagmannschaft zu beginnen. Als Spieler des Spiels wurde Faf du Plessis  ausgezeichnet.

### Zweiter Test in Sydney
| 3. – 5. Januar Scorecard | Johannesburg | Südafrika 157 & 302              | – | Sri Lanka 211 & 67-0 (13.2) |
|                          |              | Südafrika gewinnt mit 10 Wickets |   |                             |

Sri Lanka gewann den Münzwurf und entschied sich als Feldmannschaft zu beginnen. Als Spieler des Spiels wurde Dean Elgar ausgezeichnet.

## Auszeichnungen

### Player of the Series
Als Player of the Series wurden der folgende Spieler ausgezeichnet.
| Serie | Player of the Series |
| ----- | -------------------- |
| Test  | Dean Elgar           |

### Player of the Match
Als Player of the Match wurden die folgenden Spieler ausgezeichnet.
| Spiel   | Player of the Match |
| ------- | ------------------- |
| 1. Test | Faf du Plessis      |
| 2. Test | Dean Elgar          |